# Château de Stilo
Le château de Stilo (en italien : Castello di Stilo) est un château médiéval normand construit par Roger Ier de Sicile sur le Monte Consolino (it) au XIe siècle. Il est situé dans la commune de Stilo (ville métropolitaine de Reggio de Calabre), en Calabre,.
Le château, ainsi que ceux voisins et similaires de Gerace, Condojanni, Amendolea, Sant'Aniceto, faisaient partie d'un système défensif de l'époque normande visant à contrôler la côte sud de la mer Ionienne.

## Historique
La première attestation de la présence du château normand à Stilo est datée du 7 mai 1093 dans un acte de concession du comte Ruggero lors de la confrontation avec saint Bruno le Chartreux : 
« elegerunt itaque quondam solitudinis locum inter locum qui dicitur Arena et oppidum quod appelatur Stilum »
— Luigi Cunsolo.
        
« Ils choisirent donc autrefois un lieu de solitude entre le lieu appelé Arena et la ville appelée Stilo. »
Au XIIIe siècle, le château de Stilo était l'un des dix-sept châteaux calabrais administrés par la Curie royale sous le règne de Charles Ier d'Anjou et servait également de prison. Au cours de la même période également, il dut subir une série de réparations, comme le documente le folio 233 des Archives de la Monnaie Royale de 1281.
Dans le Registre Royal du 14 avril 1323, il est écrit que le duc de Calabre, fils du roi Robert, concéda le château au baron de Settingiano Marco, et que pendant longtemps, il fut gouverné par ses descendants. 

En 1677, le père Apollinare Agresta (it) dans son ouvrage La vita di San Giovanni Theresti la décrit ainsi : 

« La ville, en plus d'être déjà forte et dotée de défenses et de défenseurs, était également rendue imprenable par le château, qui dominait le sommet de ladite montagne, qui, avec sa supériorité, la dominait et gardait à l'abri de toute armée une armée très nombreuse : en effet, comme ce château était très fort au-dessus de tous les autres de la province, il était alors très prisé des rois et apprécié certaines prérogatives et entre autres de nombreux barons et seigneurs féodaux furent tenus à ses réparations. »

Le château a été mentionné au XVIIe siècle par Giovanni Fiore da Cropani (it) dans Della Calabria illustrata.
Au XVIIIe siècle, sous le royaume de Naples, le château était gouverné par un châtelain nommé directement par le roi qui commandait la garnison de défense et recevait deux tarins par jour.
Au XIXe siècle, le château se trouve en état d'abandon. Une longue restauration a commencé en 2009 sous la direction de la Surintendance du patrimoine architectural et paysager de Calabre, dirigée par Margherita Eikeberg et conclue le 14 mai 2016.

## Galerie

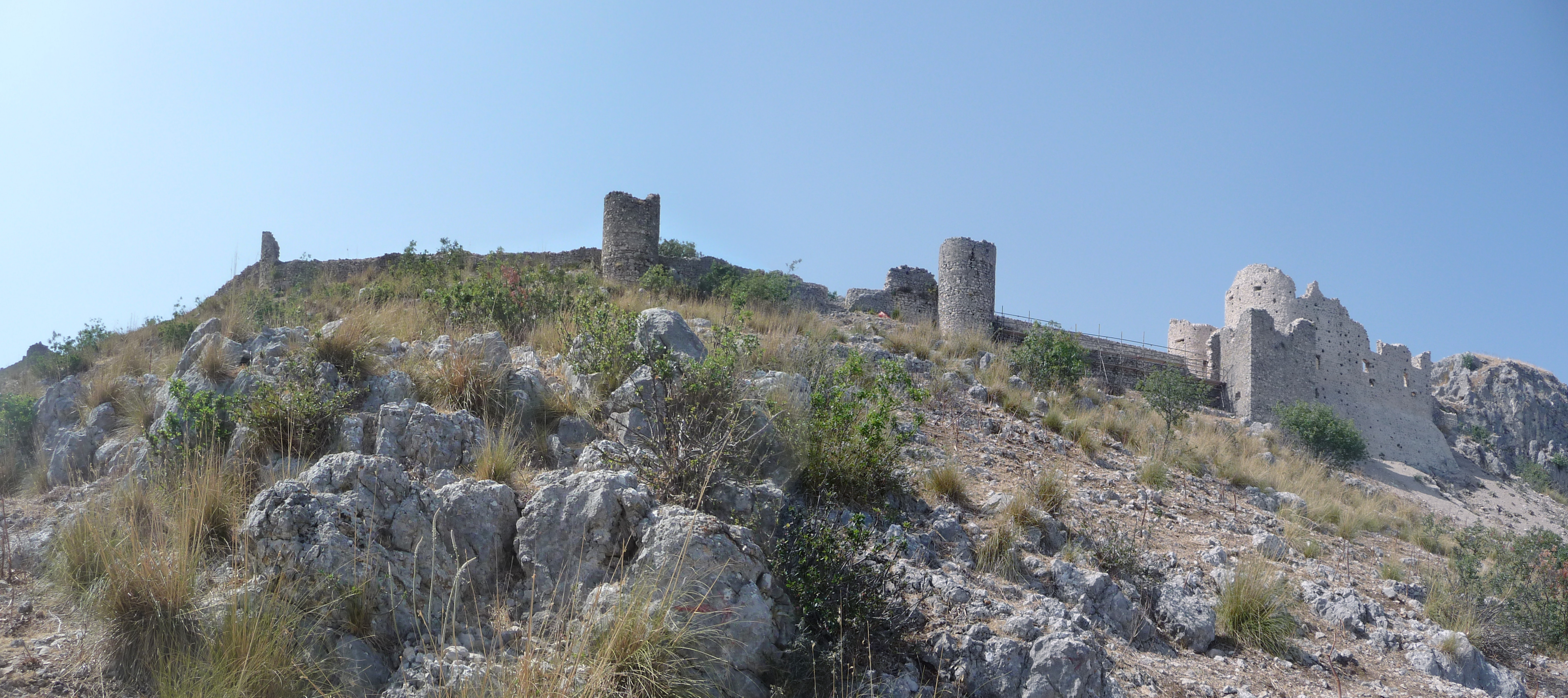
Les remparts du château (2010).
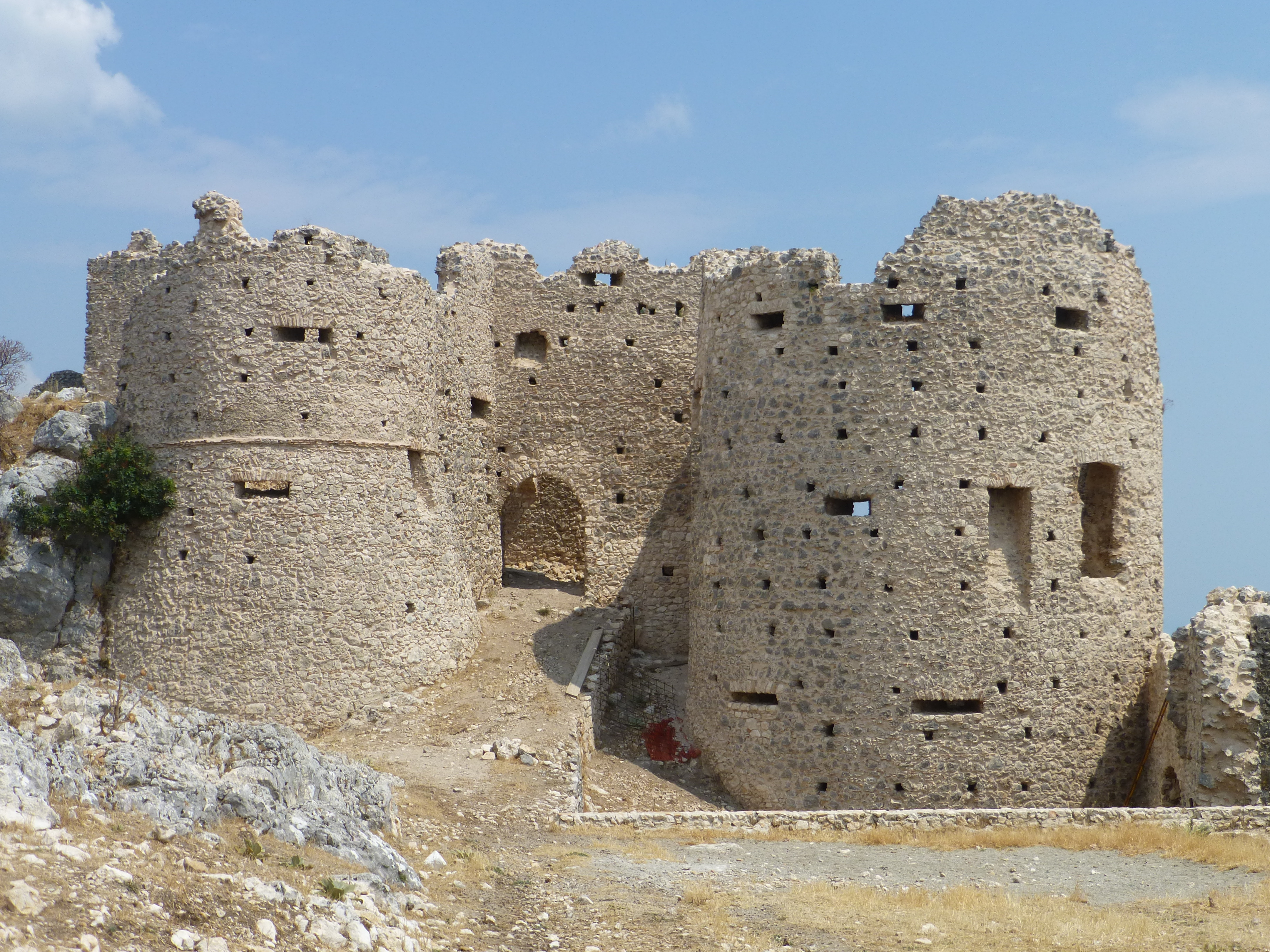
L'entrée du château.
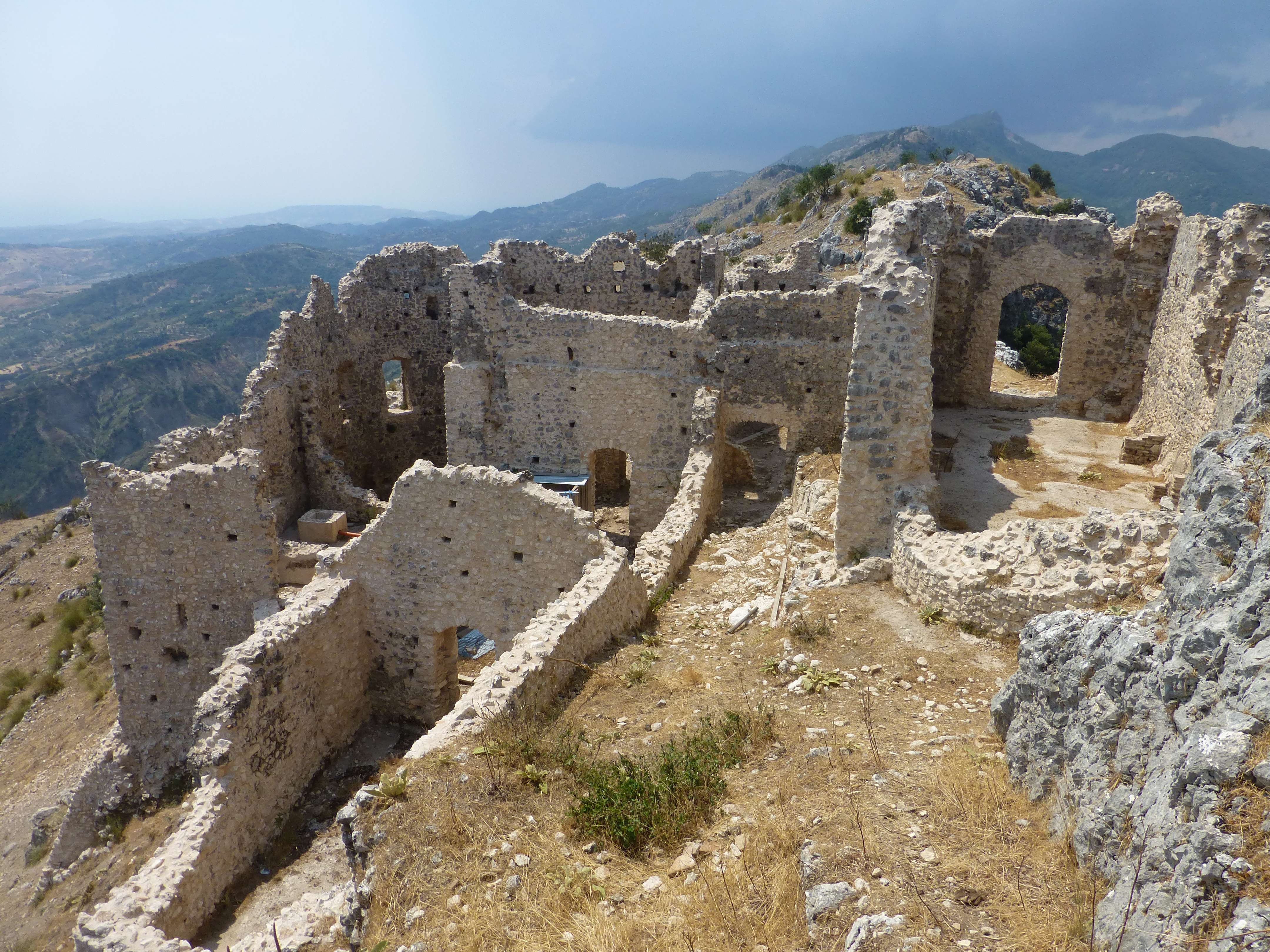
Le château en 2013.